# Basud
Basud es un municipio filipino de tercera clase, perteneciente a la provincia de Camarines Norte, en la región de Bicolandia.

## Toponimia
El lugar puede aparecer referido como «Basud» y «Basod».

## Historia
Hacia mediados del siglo XIX, el lugar era un barrio de Daet. Aparece descrito en el primer volumen del Diccionario geográfico, estadístico, histórico de las Islas Filipinas (1850) de Manuel Buzeta Núñez y Felipe Bravo con las siguientes palabras:

BASOD: barrio en la isla de Luzon, prov. de Camarines-Norte, jurisd. de Daet, cap. de la prov. sit. en terreno desigual, á la orilla izq. del r. que pasa por junto á su matriz; al S. de esta, en los 126° 39' long., y los 14° 3' lat. pobl., prod. y trib. con Daet.
(Buzeta y Bravo, 1850, p. 354)

En 2020, tenía censados 45 133 habitantes.